# Loxoconcha taiwanensis
Loxoconcha taiwanensis is een mosselkreeftjessoort uit de familie van de Loxoconchidae. De wetenschappelijke naam van de soort is voor het eerst geldig gepubliceerd door Zhao.